# Ludlockite
La ludlockite è un minerale. In un primo tempo si era classificata come specie a sé stante la ludlockite-(Pb) ma in un secondo tempo si è determinato che la ludlockite contiene piombo nella sua composizione chimica pertanto i due minerali coincidono.